# Anolis capito
El anolis jaspeado (Anolis capito)' es una especie de lagarto que pertenece a la familia Dactyloidae. Es nativo del sur de México, Belice, Guatemala, Honduras, Nicaragua, Costa Rica, y Panamá.